# 野口大輔 (ラグビー選手)
野口 大輔（のぐち だいすけ、1993年6月14日 - ）は、ジャパンラグビーリーグワン花園近鉄ライナーズに所属するラグビー選手。

## プロフィール
- 大阪府出身。
- ポジションはスタンドオフ(SO)。
- 身長 178 cm、体重 90 kg
- ニックネームはノグ。
- 弟の竜司もラグビー選手[1]（現・埼玉パナソニック）。

## 来歴
中学からラグビーを始めた。
2012年、東海大仰星高校卒業後、東海大学に入る。なお東海大仰星高校時代、高校日本代表候補に選ばれたことがある。
2016年、東海大学卒業後、近鉄ライナーズ(現・花園近鉄ライナーズ)に加入。また同年10月1日に行われたジャパンラグビートップリーグ第5節のクボタスピアーズ戦に途中出場で公式戦初出場を果たす。

## エピソード
- 高校時代、チームメイトに同姓同名の選手がいたが、血縁関係はなく彼の愛称はグチと呼ばれていた[6](なお筑波大学を経て、現日新高校ラグビー部顧問)。